# Foínikas
Foínikas är en ort i Grekland.   Den ligger i prefekturen Nomarchía Anatolikís Attikís och regionen Attika, i den sydöstra delen av landet, 19 km öster om huvudstaden Aten. Foínikas ligger 74 meter över havet och antalet invånare är 113.
Terrängen runt Foínikas är platt åt sydost, men åt nordväst är den kuperad.Runt Foínikas är det ganska tätbefolkat, med 222 invånare per kvadratkilometer. Närmaste större samhälle är Aten, 19,1 km väster om Foínikas. Trakten runt Foínikas består till största delen av jordbruksmark.